# Спанавеј (Вашингтон)
Спанавеј (енгл. Spanaway) насељено је место без административног статуса у америчкој савезној држави Вашингтон.

## Демографија
По попису из 2010. године број становника је 27.227, што је 5.639 (26,1%) становника више него 2000. године.
| Група             | 2000.          | 2010.          |
| Белци             | 14.867 (68,9%) | 16.325 (60,0%) |
| Афроамериканци    | 1.966 (9,1%)   | 2.927 (10,8%)  |
| Азијати           | 1.368 (6,3%)   | 1.791 (6,6%)   |
| Хиспаноамериканци | 1.185 (5,5%)   | 2.899 (10,6%)  |
| Укупно            | 21.588         | 27.227         |